# Martonházi-aragonitbarlang
A Martonházi-aragonitbarlang vagy más néven Ochtinai-aragonitbarlang (szlovákul: Ochtinská aragonitová jaskyňa), amely az Aggteleki-karszt és a Szlovák-karszt barlangjai részeként a világörökség része, a világ három látogatható aragonitbarlangjának egyike. 
A Rozsnyótól 26 km-re, a Gömör–Szepesi-érchegységben található, 300 m hosszú barlangot 1954-ben fedezték fel, és 1972-ben nyitották meg a nagyközönség előtt. A Várhegy északkeleti oldalán 660 méter magasan nyílik. Föld alatti csarnokait az aragonitból formálódott különféle képződmények díszítik, amelyek a felszíni vizek korróziós tevékenysége és mészkő kikristályosodása folyamán jöttek létre. Színük a fehértől a barnáig terjed, s alakjuk rendkívül változatos. Korukat 138 000 és 13 000 év közé teszik a kutatók. 
Napjainkig tíz termet tártak fel, amelyeket a képződmények formái után neveztek el. Így van például Tejút-terem, Csillag-terem, Márvány-terem.